# Amparihy
Amparihy est une commune urbaine malgache située dans la partie sud-Est de la région d' Anosy (région)Anosy.